# وعلان سكيمي
وعلان سكيمي (الاسم العلمي:Commelina sikkimensis) هو نوع من النباتات يتبع جنس الوعلان من الفصيلة الوعلانية.